# Yarmouth (municipal district)
Yarmouth, Municipality of the District of Yarmouth – jednostka samorządowa (municipal district) w kanadyjskiej prowincji Nowa Szkocja powstała 17 kwietnia 1879 na bazie terenów w hrabstwie Yarmouth nie należących do utworzonego w 1856 dystryktu Argyle, jednostka podziału statystycznego (census subdivision). Według spisu powszechnego z 2016 obszar municipal district to: 586,65 km², a zamieszkiwało wówczas ten obszar 9845 osób (gęstość zaludnienia 16,8 os./km²).